# Malajsijská pobřežní stráž
Malajsijská pobřežní stráž je pobřežní stráží Malajsie. Její oficiální název je Malaysian Maritime Enforcement Agency (MMEA). Agentura je podřízena ministerstvu vnitra, ale v případě krize může být začleněna do Malajsijských ozbrojených sil. Mezi hlavní úkoly stráže patří ochrana výsostných vod země, kontrola námořní plavby a rybolovných oblastí, záchranné operace atd. Organizace provozuje více než 200 plavidel různých velikostí, od několika velkých hlídkových lodí po malá pobřežní plavidla. Plavidla pobřežní stráže mají před jménem prefix KM.

## Historie

Trupové označení plavidel Malajsijské pobřežní stráže

Prvotním impulzem pro vytvoření pobřežní stráže byla vládní studie z roku 1999, dle které v malajsijských vodách působilo příliš mnoho organizací s navzájem se překrývajícími pravomocemi, což bylo neefektivní a neekonomické. Dosavadní agentury proto nahradila roku 2004 založená pobřežní stráž. Ta úzce spolupracuje s podobnými složkami dalších zemí, například USA a Japonska. Roku 2015 získala darem od Austrálie dvě jednotky třídy Bay. Od roku 2017 agentura používá název Malajsijská pobřežní stráž. Ve stejném roce získala darem z Japonska dvě velké hlídkové lodě Pekan (9203, ex Erimo) a Arau (8704, ex Oki), původně provozované Japonskou pobřežní stráží. Dar je projevem dlouhodobě se prohlubující spolupráce obou států.

## Icidenty
Dne 16. srpna 2020 hlídkový člun malajsijské pobřežní stráže zasahoval proti dvěma vietnamským rybářským lodím. Když se jej jedna pokusila taranovat, posádka zahájila palbu, přičemž jedna osoba zemřela a druhá byla zraněna. K incidentu došlo 81 námořních mil východně od pobřeží Tok Bali ve státě Kelantan.

## Složení
- Třída Tun Fatimah
  - Tun Fatimah (8305)

- Třída Odžika
  - Pekan (9203, ex Erimo)

- Arau (8704, ex Oki)

- Třída Langkawi
  - Langkawi (7501, ex KD Musytari)
  - Banggi (7502, ex KD Marikh)

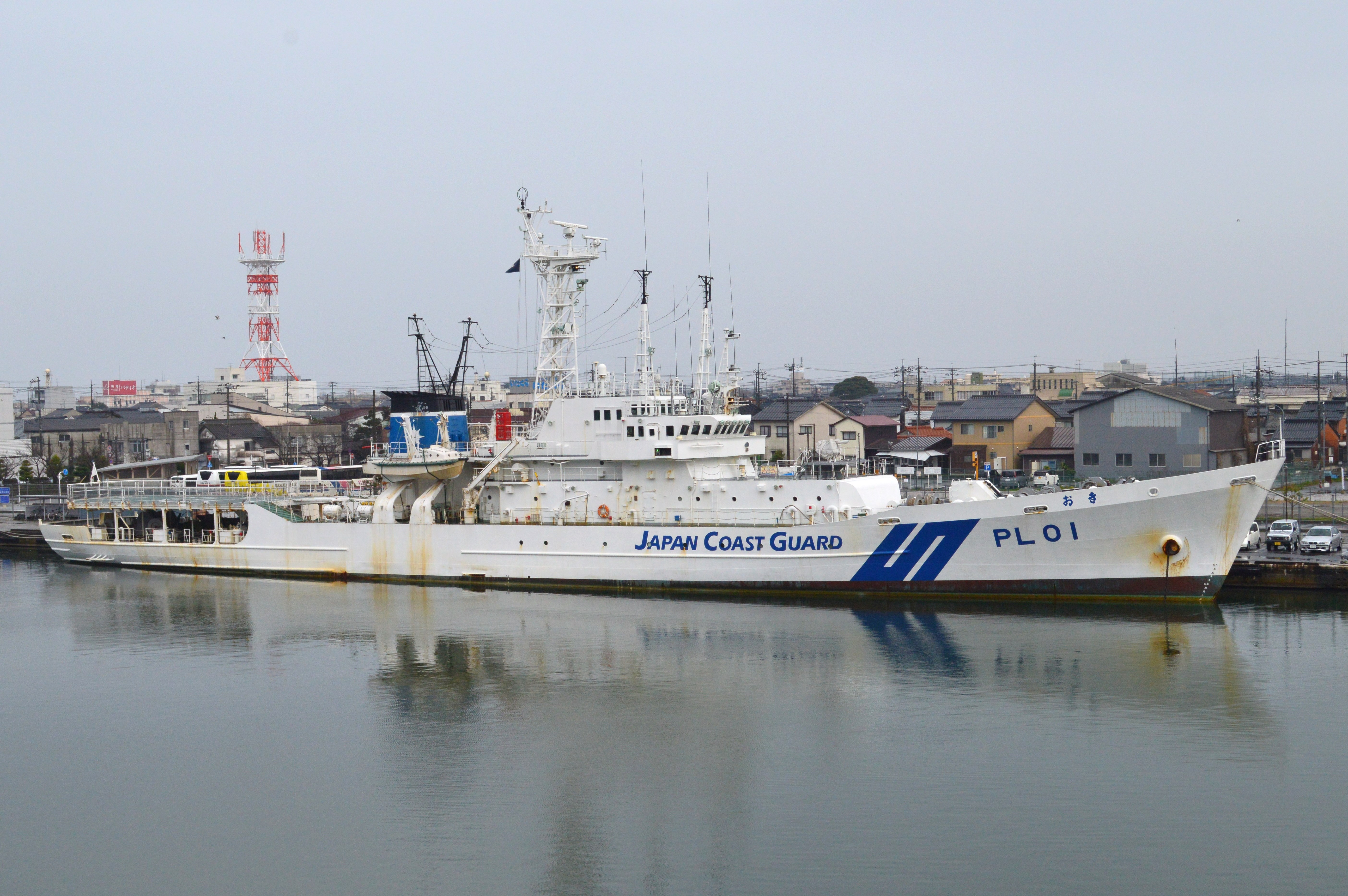
Hlídková loď Arau ještě během služby pro Japonskou pobřežní stráž

- Třída Bagan Datuk – oficiálně New Generation Patrol Craft (NGPC)
  - Bagan Datuk (4541)
  - Sri Aman (4542)
  - Kota Belud (4543)
  - Tok Bali (4544)
  - Kota Kinabalu (4545)
  - Lahad Datu (4546)

- Třída Bay
  - Perwira (ex Arnhem Vay)
  - Satria (ex Dame Roma Mitchell)

- Marlin (4001)

### Plánované akvizice

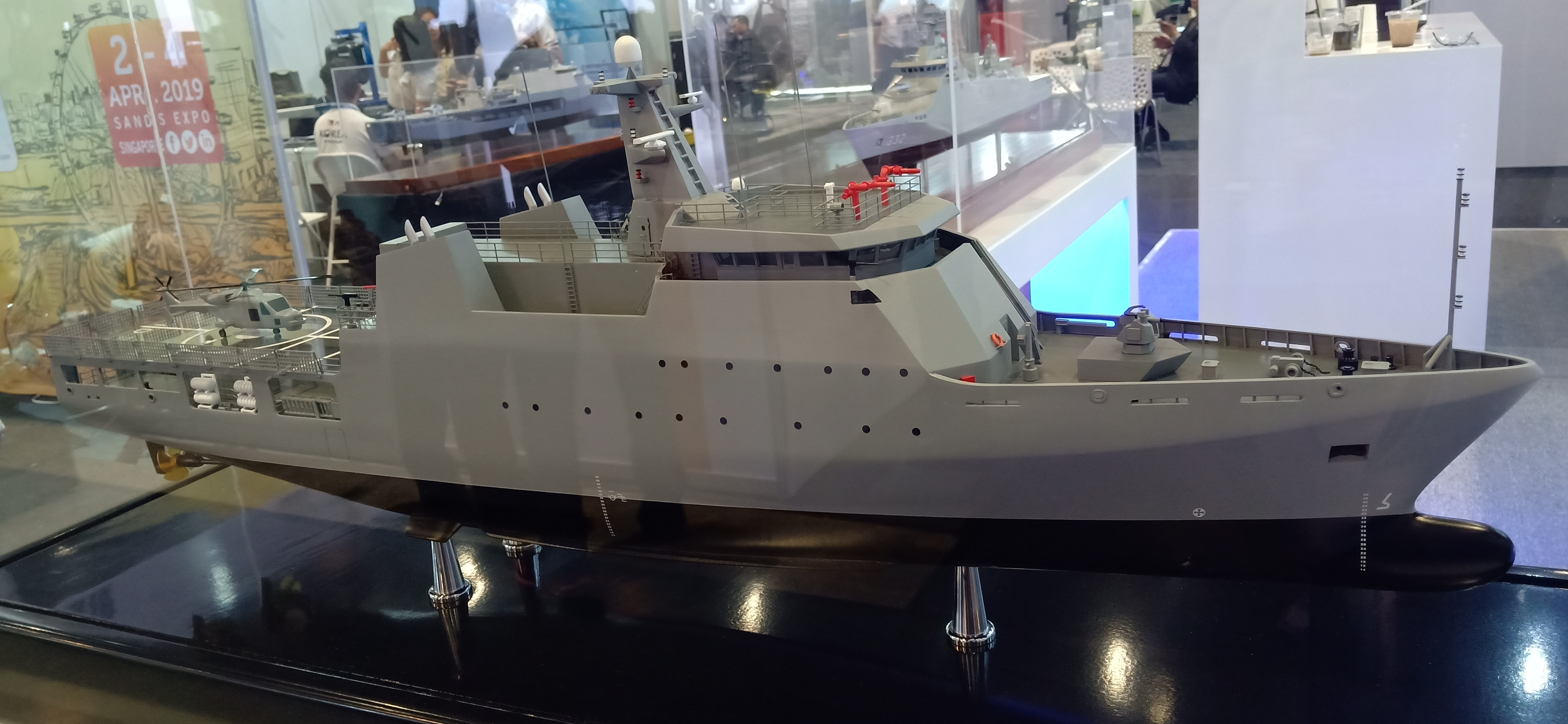
Model oceánské hlídkové lodě Damen OPV 1800

- NB-34 – víceúčelová oceánská hlídková loď od turecké loděnice Desan. Rozestavěna 2025.[7][8]
- Třída Tun Fatimah – 2 ks, oceánské hlídkové lodě typové řady Damen OPV 1800
- USCGC Steadfast – vyřazený kutr americké třídy Reliance